# Volo Tara Air 197
Il volo Tara Air 197 è stato un collegamento interno di linea operato da Tara Air per conto della compagnia madre Yeti Airlines dall'aeroporto di Pokhara all'aeroporto di Jomsom, in Nepal. Il 29 maggio 2022, il Twin Otter operante il volo con a bordo 22 persone è precipitato mentre era in rotta verso la destinazione. Questo è stato il secondo incidente mortale di Tara Air su questa rotta, dopo il volo 193 nel 2016.

## L'aereo
Il velivolo coinvolto era un De Havilland Canada DHC-6-300 Twin Otter, con numero di serie 619 e marche 9N-AET. L'aereo aveva volato per la prima volta nel 1979 e al momento dell'incidente aveva poco più di 43 anni.

## Passeggeri ed equipaggio
Il volo trasportava 22 persone; i 19 passeggeri erano 13 nepalesi, 4 indiani e 2 tedeschi. C'erano due piloti e un assistente di volo tra i 13 nepalesi a bordo. NDTV ha dichiarato che i quattro passeggeri indiani erano membri della stessa famiglia di Mumbai.

## L'incidente
Il 29 maggio 2022, il Twin Otter con a bordo 22 persone (19 passeggeri e 3 membri dell'equipaggio) è partito alle 09:55 NPT (04:10 UTC) e ha perso il contatto con i controllori del traffico aereo circa 12 minuti dopo, alle 10:07 (04:04:22), mentre il velivolo si trovava sopra Ghorepani. Il relitto è stato localizzato 20 ore dopo sul fianco di una montagna. Tutti i 22 passeggeri e l'equipaggio hanno perso la vita e tutti i corpi sono stati recuperati.

## Le ricerche
Gli sforzi di ricerca sono stati inizialmente ostacolati dalle cattive condizioni meteorologiche. Il CAAN ha affermato che un elicottero di ricerca di Jomsom era dovuto rientrare a causa del maltempo. La posizione del telefono del comandante è stata rintracciata dal personale di ricerca e soccorso con l'assistenza di Nepal Telecom. Un portavoce di Yeti Airlines ha affermato che i dati di tracciamento indicavano che l'ultima posizione del telefono era nelle vicinanze di Lete, un villaggio nel distretto del Mustang. Il CAAN ha affermato che un trasmettitore di localizzazione di emergenza ha ristretto la possibile ultima posizione nota intorno all'area di Khaibang.
La gente del posto di Lete ha informato la polizia di un "rumore insolito" sentito vicino al villaggio.  Anche i controllori del traffico aereo dell'aeroporto di Jomsom hanno riferito di aver sentito un forte rumore lì intorno al momento della scomparsa.
Qualche ora dopo la denuncia della sua scomparsa, il relitto dell'aereo è stato ritrovato vicino a Kowang,  un villaggio nel distretto del Mustang. I residenti hanno riferito di aver visto l'aereo in fiamme ai piedi del monte Manapathi, vicino alla foce di un fiume. Un funzionario dell'esercito nepalese ha detto che il personale si stava recando sul luogo dell'incidente. Gli sforzi di ricerca e soccorso sono stati sospesi più tardi quel giorno a causa di una forte nevicata. Un generale di brigata dell'esercito nepalese ha twittato che "la perdita di luce diurna e il maltempo" hanno portato alla sospensione delle ricerche e dei soccorsi. Le ricerche e i soccorsi avrebbero dovuto riprendere la mattina seguente.
Il 30 maggio, circa 20 ore dopo la denuncia della sua scomparsa, il relitto dell'aereo è stato localizzato da agricoltori locali a Sanosware, municipalità rurale di Thasang nel distretto del Mustang. È stato scoperto a un'altitudine di 14 500 piedi (4 400 m). Non sono stati trovati sopravvissuti tra i 22 occupanti. Tara Air ha riferito che 14 corpi erano stati recuperati entro un raggio di 100 metri dal luogo dell'incidente. Il registratore di volo ("scatola nera") è stato recuperato. Una fotografia del luogo dell'incidente mostrava parti intatte della coda e un'ala.

## Le indagini
Il rapporto finale, pubblicato il 13 maggio 2023, incolpava l'equipaggio di non aver monitorato la traiettoria di volo e di aver inibito il Terrain Awareness Warning System (TAWS).